# Graham Arnold
Graham Arnold (Sydney, 1963. augusztus 3. –) ausztrál válogatott labdarúgó.
Az ausztrál válogatott tagjaként részt vett az 1988. évi nyári olimpiai játékokon.

## Statisztika
| Ausztrál válogatott | Ausztrál válogatott | Ausztrál válogatott |
| Időszak             | Mérk.               | gól                 |
| ------------------- | ------------------- | ------------------- |
| 1985                | 2                   | 1                   |
| 1986                | 6                   | 4                   |
| 1987                | 6                   | 3                   |
| 1988                | 16                  | 4                   |
| 1989                | 4                   | 2                   |
| 1990                | 0                   | 0                   |
| 1991                | 2                   | 0                   |
| 1992                | 0                   | 0                   |
| 1993                | 6                   | 1                   |
| 1994                | 0                   | 0                   |
| 1995                | 2                   | 1                   |
| 1996                | 3                   | 0                   |
| 1997                | 7                   | 3                   |
| Összesen            | 54                  | 19                  |

## Edzői statisztika
2024. január 23-án lett frissítve.
| Csapat                 | Nemzet              | –tól              | –ig                | Mérleg     | Mérleg | Mérleg | Mérleg | Mérleg |
| M                      | GY                  | D                 | V                  | Győzelem % |        |        |        |        |
| ---------------------- | ------------------- | ----------------- | ------------------ | ---------- | ------ | ------ | ------ | ------ |
| Ausztrália             | Ausztrália (ország) | 2006. december    | 2007. november     | 9          | 3      | 1      | 5      | 33,33  |
| Central Coast Mariners | Ausztrália (ország) | 2010. február 10. | 2013. november 14. | 112        | 54     | 29     | 29     | 48,21  |
| Vegalta Sendai         | Japán               | 2014. február 1.  | 2014. április 9.   | 6          | 0      | 2      | 4      | 0.00   |
| Sydney FC              | Ausztrália (ország) | 2014. május 8.    | 2018. július 14.   | 142        | 81     | 34     | 27     | 57,04  |
| Ausztrália             | Ausztrália (ország) | 2018. július 14.  | Jelenlegi          | 49         | 32     | 6      | 11     | 65,31  |
| Összesen               | Összesen            | Összesen          | Összesen           | 337        | 179    | 80     | 78     | 53,12  |